# Bint ʿamm
Bint ʿamm (arabisch بنت عم „Tochter des Vaterbruders“) bezeichnet in der arabischen Sprache die vaterseitige Cousine einer Person, genauer: die Tochter (bint) des Bruders des Vaters dieser Person, also des Onkels väterlicherseits (ʿamm, auch Brüder früherer Vätergenerationen). Eine besondere Bedeutung hat die bint ʿamm im arabischen Kulturraum und darüber hinaus, weil sie bevorzugt als Ehepartnerin eines Mannes gewählt wird, vor allem bei traditionellen (Groß-)Familien. Die Bint ʿamm-Heirat ist bei Beduinen-Stämmen und bei traditionellen jüdischen und kurdischen Familien verbreitet sowie bei einigen verstreuten Turkvölkern. Im europäischen Kulturraum findet sie sich mitunter als Parallelcousinenheirat bei Adels- und Bürgerfamilien (siehe unten). Die Ethnologie findet Eheschließungen zwischen Parallelcousinen bei vielen ethnischen Gruppen und indigenen Völkern.

## Konzept
Die Ethnosoziologie kennzeichnet das Verhältnis zwischen einem Vater und seinem Bruder als Parallelverwandtschaft, weil sie dasselbe Geschlecht haben; davon abgeleitet sind sämtliche Nachkommen der beiden parallel miteinander verwandt (im 1. Grad), unabhängig von ihrem jeweiligen Geschlecht. Parallel verwandt als mutterseitige Cousins und Cousinen sind auch die Kinder der Schwester der Mutter (selbes Geschlecht). Eheschließungen zwischen parallel verwandten Cousins und Cousinen werden als Parallelcousinenheirat bezeichnet (gegenüber der Kreuzcousinenheirat der Tochter des Mutterbruders oder der Vaterschwester). Die Bint ʿamm-Ehe mit der väterseitigen Parallelcousine ist dabei eine bevorzugte Heiratsregel, die darüber hinaus auch die Tochter oder (Ur-)Enkelin eines entfernteren männlichen Blutsverwandten (2. oder entfernteren Grades) aus der üblicherweise vaterrechtlichen Großfamilie des Mannes als erwünschte Ehefrau ansieht.
Das folgende Schaubild zeigt die für den Sohn (links unten) als Ehepartnerinnen interessanten Parallelcousinen:
|          |          |          |          |                       |                       |                       |                       |                       |                       |         |         |             |             |             |             |                                              |                                              |                                              |                                              |                                              |                                              |  |  |                                  |                                  |                                  |                                  |                                  |                                  |                       |  |                                              |                                              |                                              |                                              |                                              |                                              |
|          |          |          |          |                       |                       |                       |                       |                       |                       |         |         |             |             |             |             |                                              |                                              |                                              |                                              |                                              |                                              |  |  |                                  |                                  |                                  |                                  |                                  |                                  |                       |  |                                              |                                              |                                              |                                              |                                              |                                              |
|          |          |          |          |                       |                       |                       |                       |                       |                       |         |         | Großvater ♂ | Großvater ♂ | Großvater ♂ | Großvater ♂ | Großvater ♂                                  | Großvater ♂                                  |                                              |                                              |                                              |                                              |  |  |                                  |                                  |                                  |                                  |                                  |                                  |                       |  | ♂ Bruder des Großvaters Parallel-Großonkel   | ♂ Bruder des Großvaters Parallel-Großonkel   | ♂ Bruder des Großvaters Parallel-Großonkel   | ♂ Bruder des Großvaters Parallel-Großonkel   | ♂ Bruder des Großvaters Parallel-Großonkel   | ♂ Bruder des Großvaters Parallel-Großonkel   |
|          |          |          |          |                       |                       |                       |                       |                       |                       |         |         | Großvater ♂ | Großvater ♂ | Großvater ♂ | Großvater ♂ | Großvater ♂                                  | Großvater ♂                                  |                                              |                                              |                                              |                                              |  |  |                                  |                                  |                                  |                                  |                                  |                                  |                       |  | ♂ Bruder des Großvaters Parallel-Großonkel   | ♂ Bruder des Großvaters Parallel-Großonkel   | ♂ Bruder des Großvaters Parallel-Großonkel   | ♂ Bruder des Großvaters Parallel-Großonkel   | ♂ Bruder des Großvaters Parallel-Großonkel   | ♂ Bruder des Großvaters Parallel-Großonkel   |
|          |          |          |          |                       |                       |                       |                       |                       |                       |         |         |             |             |             |             |                                              |                                              |                                              |                                              |                                              |                                              |  |  |                                  |                                  |                                  |                                  |                                  |                                  |                       |  |                                              |                                              |                                              |                                              |                                              |                                              |
|          |          |          |          |                       |                       |                       |                       |                       |                       |         |         |             |             |             |             |                                              |                                              |                                              |                                              |                                              |                                              |  |  |                                  |                                  |                                  |                                  |                                  |                                  |                       |  |                                              |                                              |                                              |                                              |                                              |                                              |
| ♀ Mutter | ♀ Mutter | ♀ Mutter | ♀ Mutter | ♀ Mutter              | ♀ Mutter              |                       |                       | Vater ♂               | Vater ♂               | Vater ♂ | Vater ♂ | Vater ♂     | Vater ♂     |             |             | ♂ Bruder des Vaters Parallel-Onkel           | ♂ Bruder des Vaters Parallel-Onkel           | ♂ Bruder des Vaters Parallel-Onkel           | ♂ Bruder des Vaters Parallel-Onkel           | ♂ Bruder des Vaters Parallel-Onkel           | ♂ Bruder des Vaters Parallel-Onkel           |  |  | Schwester des Vaters Kreuz-Tante | Schwester des Vaters Kreuz-Tante | Schwester des Vaters Kreuz-Tante | Schwester des Vaters Kreuz-Tante | Schwester des Vaters Kreuz-Tante | Schwester des Vaters Kreuz-Tante |                       |  | Parallel-Onkel 2. Grades                     | Parallel-Onkel 2. Grades                     | Parallel-Onkel 2. Grades                     | Parallel-Onkel 2. Grades                     | Parallel-Onkel 2. Grades                     | Parallel-Onkel 2. Grades                     |
| ♀ Mutter | ♀ Mutter | ♀ Mutter | ♀ Mutter | ♀ Mutter              | ♀ Mutter              |                       |                       | Vater ♂               | Vater ♂               | Vater ♂ | Vater ♂ | Vater ♂     | Vater ♂     |             |             | ♂ Bruder des Vaters Parallel-Onkel           | ♂ Bruder des Vaters Parallel-Onkel           | ♂ Bruder des Vaters Parallel-Onkel           | ♂ Bruder des Vaters Parallel-Onkel           | ♂ Bruder des Vaters Parallel-Onkel           | ♂ Bruder des Vaters Parallel-Onkel           |  |  | Schwester des Vaters Kreuz-Tante | Schwester des Vaters Kreuz-Tante | Schwester des Vaters Kreuz-Tante | Schwester des Vaters Kreuz-Tante | Schwester des Vaters Kreuz-Tante | Schwester des Vaters Kreuz-Tante | Tochter: Kreuzcousine |  | Parallel-Onkel 2. Grades                     | Parallel-Onkel 2. Grades                     | Parallel-Onkel 2. Grades                     | Parallel-Onkel 2. Grades                     | Parallel-Onkel 2. Grades                     | Parallel-Onkel 2. Grades                     |
|          |          |          |          |                       |                       |                       |                       |                       |                       |         |         |             |             |             |             |                                              |                                              |                                              |                                              |                                              |                                              |  |  |                                  |                                  |                                  |                                  |                                  |                                  |                       |  |                                              |                                              |                                              |                                              |                                              |                                              |
|          |          |          |          | Sohn (Parallelcousin) | Sohn (Parallelcousin) | Sohn (Parallelcousin) | Sohn (Parallelcousin) | Sohn (Parallelcousin) | Sohn (Parallelcousin) |         |         |             |             |             |             | Tochter: Bint ʿamm Parallelcousine 1. Grades | Tochter: Bint ʿamm Parallelcousine 1. Grades | Tochter: Bint ʿamm Parallelcousine 1. Grades | Tochter: Bint ʿamm Parallelcousine 1. Grades | Tochter: Bint ʿamm Parallelcousine 1. Grades | Tochter: Bint ʿamm Parallelcousine 1. Grades |  |  |                                  |                                  |                                  |                                  |                                  |                                  |                       |  | Tochter: Bint ʿamm Parallelcousine 2. Grades | Tochter: Bint ʿamm Parallelcousine 2. Grades | Tochter: Bint ʿamm Parallelcousine 2. Grades | Tochter: Bint ʿamm Parallelcousine 2. Grades | Tochter: Bint ʿamm Parallelcousine 2. Grades | Tochter: Bint ʿamm Parallelcousine 2. Grades |
|          |          |          |          | Sohn (Parallelcousin) | Sohn (Parallelcousin) | Sohn (Parallelcousin) | Sohn (Parallelcousin) | Sohn (Parallelcousin) | Sohn (Parallelcousin) |         |         |             |             |             |             | Tochter: Bint ʿamm Parallelcousine 1. Grades | Tochter: Bint ʿamm Parallelcousine 1. Grades | Tochter: Bint ʿamm Parallelcousine 1. Grades | Tochter: Bint ʿamm Parallelcousine 1. Grades | Tochter: Bint ʿamm Parallelcousine 1. Grades | Tochter: Bint ʿamm Parallelcousine 1. Grades |  |  |                                  |                                  |                                  |                                  |                                  |                                  |                       |  | Tochter: Bint ʿamm Parallelcousine 2. Grades | Tochter: Bint ʿamm Parallelcousine 2. Grades | Tochter: Bint ʿamm Parallelcousine 2. Grades | Tochter: Bint ʿamm Parallelcousine 2. Grades | Tochter: Bint ʿamm Parallelcousine 2. Grades | Tochter: Bint ʿamm Parallelcousine 2. Grades |

Die Schwester des Sohnes wiederum wäre eine bint ʿamm für alle Brüder der Parallelcousinen. Im Schaubild wird angedeutet, dass tendenziell auch die Mutter (♀) des Sohnes (entfernt) zu seiner vaterseitigen Abstammungsgruppe gehört. Eine fortgesetzte Verwandtenheirat innerhalb derselben Familie ist in entsprechenden Gruppen und Gesellschaften nicht ungewöhnlich. In einigen hat ein Sohn das eindeutige Vorrecht auf die Tochter seines Vaterbruders: Niemand darf seine bint ʿamm heiraten, ohne ihn um seine Zustimmung zu fragen; bisweilen ist ihm für das Abtreten dieses Vorrechts auf seine Cousine sogar eine Entschädigung zu zahlen.

## Verbreitung
Die zunächst nur in Zentralarabien übliche Heiratsregel der Bint ʿamm-Ehe verbreitete sich mit der Islamisierung in den ganzen Nahen Osten und später darüber hinaus. Allerdings wird sie von der Heiligen Schrift des Islam in keiner Weise empfohlen, der Koran verbietet in der 4. Sure an-Nisāʾ („Die Frauen“) in Vers 23 sogar Onkel-Nichten-Verbindungen (siehe auch Islamisches Eherecht). Allerdings verheiratete der Prophet Mohammed seine Tochter Fātima an seinen Cousin Ali, sie war dessen Nichte 2. Grades.
Als Teil der alten arabischen Stammesgesellschaften findet sich die Bint ʿamm-Heirat ebenfalls im konservativen und im orthodoxen Judentum, bereits im 1. Buch Mose (Genesis) wird sie in der Vätergeschichte als selbstverständlich beschrieben (siehe unten). Viele Beduinen-Stämme und kurdische Gemeinschaften sowie Teile der Turkvölker pflegen diese Form der Eheschließung noch heute.
Über eine Milliarde Menschen leben in Ländern, in denen Cousinenheiraten üblich sind (siehe dazu Verwandtenheirat). Die Bint ʿamm-Heirat ist in einem Gebiet verbreitet, das sich in Form eines Gürtels von Marokko im Norden Afrikas über Vorderasien bis nach Südasien erstreckt. Dort grenzt das Verbreitungsgebiet an einen Kulturraum, in dem einige Völker traditionell die entgegengesetzte Form der Kreuzcousinenheirat praktizieren. Hier ist die Tochter der Vaterschwester oder (seltener) des Mutterbruders die bevorzugte Ehefrau (Kreuzverwandtschaft: Nachkommen von Geschwistern unterschiedlichen Geschlechts).
Viele der weltweit 1300 ethnischen Gruppen und indigenen Völker sehen ihre parallelen Cousins und Cousinen als gleichgestellt zu den eigenen Geschwistern. Entsprechend selten findet sich bei ihnen die Parallelcousinenheirat – im Unterschied zu Kreuzcousinenheiraten, durch die oft Allianzen zwischen unterschiedlichen Abstammungsgruppen geschlossen oder verstärkt werden. Während die Bint ʿamm-Heirat eine endogame Verbindung darstellt (innerhalb der eigenen Gruppe), ist die Eheschließung mit der Kreuzcousine eine exogame Heiratsregel, weil die Cousine einer anderen sozialen Gruppe zugeordnet ist als ihr Kreuzcousin.
Genetische Beratungsstellen weisen auch in den betroffenen Ländern darauf hin, dass Kinder von eng blutsverwandten Paaren das größere Risiko einer Erbkrankheit oder Behinderung haben als Kinder von nicht verwandten Paaren. Dieses Risiko ist bei einer Verbindung zwischen Cousin und Cousine 1. Grades mit 6 Prozent doppelt so hoch und steigt durch wiederholtes Heiraten der blutsverwandten Nachkommen untereinander (siehe dazu Erbkrankheitsrisiken).

## Zweck der Bint ʿamm-Heirat
Die innerfamiliäre, endogame Eheschließung mit der bint ʿamm dient vor allem dazu:
- das Eigentum im Familienverband beisammenzuhalten
- den üblichen Brautpreis des Ehemannes an den Vater der Cousine einzusparen oder gering zu halten
- die „Reinheit“ der väterseitigen Abstammungslinie zu bewahren, ein Selbstanspruch vor allem der Völker im Nahen Osten
- das familiäre Zusammenleben zu harmonisieren, im Unterschied zu einer „fremden Frau“ im Haus
- möglichen Streitigkeiten zwischen den beiden Familiengruppen vorzubeugen, weil alle eng miteinander verwandt sind
- die Bindung zu stärken zwischen den beiden Brüdern (Onkeln), deren Kinder einander heiraten
- die Bindung zwischen dem Ehemann und seinen Cousins zu stärken, denn zu den Brüdern seiner Ehefrau (Söhne seines Onkels) entstehen Allianzbeziehungen, welche die Solidargemeinschaft der Großfamilie noch verstärken

Wenn in der folgenden Generation der eigene Sohn die Tochter des eigenen Bruders oder die Enkelin des eigenen Onkels heiratet, setzt sich der enge Familienzusammenschluss fort.

## Bint ʿamm-Ehen in der Bibel
Die drei abrahamitischen Religionen Judentum, Christentum und Islam beziehen sich auf den Stammvater Abraham. Der Erzelternerzählung im biblischen Buch Genesis zufolge heiratete Abrahams Sohn Isaak seine bint ʿamm Rebekka. Sie war die Enkelin des Onkels von Isaak und somit seine parallele Nichte 2. Grades. Der Onkel, Nahor, hatte seinerzeit auch eine parallele Nichte geheiratet: Milka, die Tochter seines und Abrahams Bruders Haran. Milka wiederum war über ihren Sohn Betuël die Großmutter Rebekkas. Rebekka war die Urenkelin von Haran und folglich auch eine Großnichte 2. Grades von Isaak.
In der Vätergeschichte finden sich weitere Beispiele für eng verflochtene Verwandtenheiraten, die in den Stammesgesellschaften des Nahen Ostens im 1. vorchristlichen Jahrtausend verbreitet waren. Auch das später folgende Mosaische Gesetz der Tora („fünf Bücher Mose“) erlaubte grundsätzlich die Ehe zwischen Onkel und Nichte, während sie im Islam verboten ist (Koran, 4. Sure, Vers 23). Dennoch wird sie bei manchen traditionellen Beduinen-Stämmen bis heute praktiziert.
Den jüdischen Schreibern der Vätergeschichte diente die Vernetzung der Heiratsbeziehungen vorrangig als Ursprungsmythos oder Erklärungssage, um die Verbundenheit der „12 Stämme Israels“ abzuleiten. Gemeinsame Abstammungslinien vom Stammvater Abraham sollten das Wir-Gefühl der Stämme stärken und ihre Identität gegenüber anderen Volksgruppen um sie herum abgrenzen.

## Parallelcousinenheiraten im europäischen Adel
Auch in anderen Kulturräumen finden sich vaterseitige Parallelcousinenheiraten, um den familiären Zusammenhalt zu stärken und den gemeinsamen sozialen Status sowie Privilegien zu bewahren (Isogamie: Gleichgestelltenheirat), besonders in patrilinearen Herrscherfamilien. Einige prominente Beispiele aus dem europäischen Hochadel, bei denen die Tochter des Vaterbruders geheiratet wurde:
- 1742: Kurfürst Karl Theodor von der Pfalz und Bayern ⚭ Prinzessin Elisabeth Auguste von Pfalz-Sulzbach
- 1765: König Karl IV. von Spanien ⚭ Prinzessin Maria Luise von Bourbon-Parma (Eheschließungen über Generationen zwischen Cousins, Cousinen, Onkel und Nichten im spanischen Königshaus)
- 1790: Kaiser Franz I. von Österreich ⚭ Prinzessin Maria Ludovika Beatrix von Österreich-Este
- 1802: König Franz I. von Neapel-Sizilien ⚭ Prinzessin Maria Isabel von Spanien

Eine doppelte Parallelcousinenheirat war 1846 die Ehe zwischen Königin Isabella II. von Spanien und Franz d’Assisi von Bourbon-Spanien, deren beider Väter Brüder (aus dem Hause Spanien) und beider Mütter Schwestern waren (aus dem Hause Neapel-Sizilien). Zwei Brüder hatten zwei Schwestern geheiratet und verheirateten wiederum ihre Kinder miteinander, was von der katholischen Kirche verboten war, aber trotzdem ihren Segen erhielt (siehe Ehehindernis im kanonischen Recht, Blutschande).
Auch aus deutschen Bürgerfamilien sind einige Beispiele bekannt, so pflegte die jüdische Privatbankiersfamilie der Rothschilds Cousinenheiraten über viele Generationen, wie auch die Nachkommen des hanseatischen Unternehmers Johann Henry Schröder.
Beispiel für die Heirat der Tochter der Mutterschwester (Tante):
- 1854: Kaiser Franz Joseph I. (Österreich-Ungarn) ⚭ Elisabeth von Österreich-Ungarn (Sisi)